# Герб Белозерска
Герб Белозерского района утвержден 12 октября 2001 года решением № 167 Белозерского комитета районного самоуправления. Автор композиции герба Белозерска — Франциск Санти.

## Описание и обоснование символики
Геральдическое описание (блазон) гласит:
В волнисто-пересеченном лазурью и серебром щите вверху золотой уширенный крест над серебряным полумесяцем, внизу - две накрест положенные серебряные стерляди с червлеными плавниками, тонко окаймленные лазурью. В вольной части - герб Вологодской области"
Главная часть герба — щит, представляющий собой прямоугольник, основание которого равное 8/9 высоты в середине нижней части имеет острие и закругленные углы. В волнисто-пересечённом лазурью и серебром щите вверху уширенный крест над серебряным полумесяцем, внизу две накрест положенные серебряные стерляди с червлёными плавниками, тонко окаймлённые лазурью (смесь кобальта и ультрамарина). Лазурь — символ красоты, мягкости и величия. Нижняя часть щита символизирует собой озеро.

## История
Первый герб Белозерска появился 16 августа 1781 года.
Озеро, в нём две стерляди, над оными месяц с крестом»
В XIX веке существовал проект герба Белозерска, составленный по правилам 1857 года.
В лазуревом поле две скрещенные серебряные рыбы под серебряным полумесяцем, в главе справа золотой уширенный крест с шариками на концах; в вольной части герб Новгородской губернии.
22 мая 1970 года был утверждён второй вариант герба Белозерска. Автор герба — П. Горячев.
Щит разделен на две части. В верхнем голубом поле ладья под парусом, плывущая по волнам; в нижнем синем поле две скрещенные золотые стерляди и дата «862»
Современный вариант герба утверждён 12 октября 2001, а 22 сентября 2002 года как герб Белозерского района.